# 상남초등학교 미산분교
상남초등학교 미산분교는 대한민국 강원특별자치도 인제군 상남면에 있었던 초등학교이다.

## 연혁
- 1938.04.01 상남공립심상소학교 부설 미산간이학교로 설립
- 1943.04.01 미산국민학교로 승격
- 1984.03.01 상남국민학교 미산분교장
- 1996.03.01 상남초등학교 미산분교
- 1997.03.01 학생수 감소로 통폐합